# Сім років зими
«Сім років зими» — український короткометражний фільм режисера Маркуса Швензеля.

## Про фільм
Артем відсилає свого семирічного брата Андрія до Прип'яті, щоб той займався мародерством. Кожен день подорожі радіація забирає життя в Андрія, аж поки він не виснажиться настільки, що не зможе повернутися.